# Автошлях Т 1504
Автошля́х Т 1504 — територіальний автомобільний шлях у Миколаївській та Кіровоградській області. Проходить територією Первомайського і Новоукраїнського районів через Первомайськ — Новоукраїнку. Загальна довжина — 58,8 км.

## Маршрут
Автошлях проходить через такі населені пункти:
| Автошлях Т 1504        |        |
| Миколаївська область   |        |
| Первомайський район    |        |
| Первомайськ            | Н24    |
| Лиса Гора              |        |
| Кіровоградська область |        |
| Новоукраїнський район  |        |
| Піщаний Брід           | Т 1214 |
| Новоукраїнка           | Т 2401 |